# أسباب الحرب العالمية الثانية

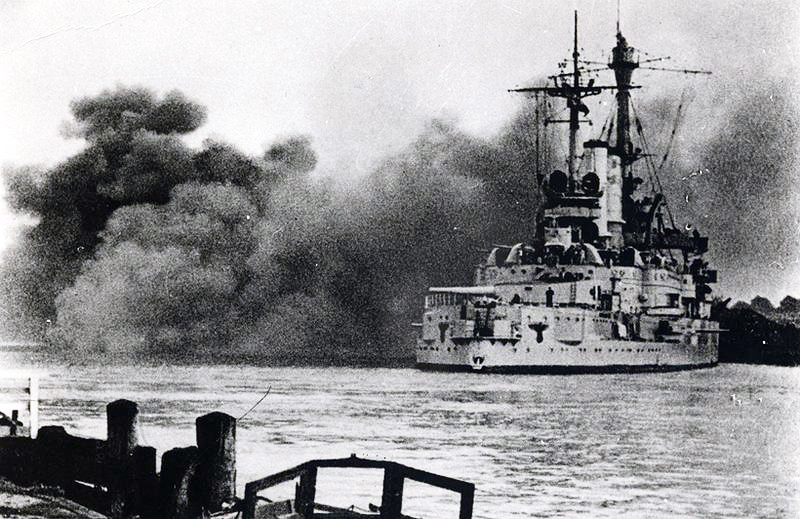
هجوم البارجة الألمانية إس إم إس شليسفيغ-هولشتاين على شبه جزيرة ويستربلات يوم اندلاع الحرب في الأول من سبتمبر عام 1939.

أسباب قيام الحرب العالمية الثانية هي الأسباب التي أدَّت لاندلاع الحرب العالمية الثانية، وكانت الفاشيّة الإيطاليّة في عشرينيات القرن الماضي، والعسكرة اليابانية وغزو الصين في ثلاثينيّات القرن العشرين، وخاصةً الاستيلاء السياسي في عام 1933م على ألمانيا من قبل أدولف هتلر والحزب النازي وسياسته الخارجية العدوانيّة. أمَّا السبب المباشر فهو قيام ألمانيا بغزو بولندا في 1 سبتمبر 1939م، إضافةً إلى إعلان بريطانيا وفرنسا الحرب على ألمانيا في 3 سبتمبر 1939م.
ظهرت مشاكل في فايمار-ألمانيا التي شهدت تيّارات قوية تدعو للانتقام بعد معاهدة فرساي التي وقّعت بعد هزيمة ألمانيا في الحرب العالمية الأولى في عام 1918م. وشملت أحكام المعاهدة تجريد الرايخ من السلاح، وحظر التوحيد مع النمسا (بما في ذلك سوديتنلاند) وفقدان المناطق الناطقة بالألمانية مثل دانزيج وإيوبن مالميدي على الرغم من نقاط ويلسون الأربعة عشر، والقيود المفروضة على الرايخ مما يجعلها قوة عسكرية رمزيّة، وأخيراً وليس آخراً، الضرائب الثقيلة التي كان على ألمانيا أن تدفعها على شكل تعويضات الحرب، التي أصبحت عبئاً لا يطاق بعد الكساد الكبير. كان السبب الداخلي الأكثر خطورة في ألمانيا هو عدم استقرار النظام السياسي، حيث رفضت قطّاعات كبيرة من الألمان الناشطين سياسياً شرعيّة جمهورية فايمار.
بعد نهوض أدولف هتلر وانتقاله للسلطة في عام 1933م، قام مع النازيين بالترويج لحزبه بشدة بالإضافة لأفكار ومطالب إضافية طموحة للغاية تستند على الأيديولوجية النازية، مثل توحيد كل الألمان (وكل المزيد الشعوب الجرمانية) في أوروبا في دولة واحدة؛ اكتساب «مساحة المعيشة» للمستوطنين الزراعيين في المقام الأول، وخلق «سحب نحو الشرق» حيث وجدت هذه الأراضي واستعمرتها؛ والقضاء على البلشفيّة والهيمنة على«الاسكندنافيّة».
التوتّرات التي أوجدتها تلك الأيديولوجيات وعدم الرضا عن تلك القوى مع النظام الدولي ما بين الحربين ازدادت باطّراد. قدّمت إيطاليا ادّعاءاتها بشأن إثيوبيا وفتحت عليها في عام 1935م، وأنشأت اليابان دولة دمى في منشوريا عام 1931م وتوسعت في الصين بعد عام 1937م، وألغت ألمانيا بشكل منهجي معاهدة فرساي، وأعادت إدخال التجنيد في عام 1935م بعد فشل جبهة ستريسا وإعادة نزع سلاح الرايخ في عام 1936م، وضم النمسا في مارس 1938م، وسوديتنلاند في أكتوبر 1938م.
لم تلتزم جميع تلك التحركات العدوانيّة إلا بسياسات ضعيفة وغير فعّالة من الاسترضاء من عصبة الأمم والكونتي كورديال، في وقت لاحق يرمز إلى خطاب «السلام في عصرنا» الذي أعقب مؤتمر ميونيخ، والذي سمح بضم المواطنين من تشيكوسلوفاكيا فيما بين الحربين. عندما خرق الفوهرر الألماني الوعد الذي قطعه في ذلك المؤتمر لاحترام وحدة أراضي تلك البلاد المستقبليّة في مارس 1939م بإرسال قوات إلى براغ، عاصمتها، وكسر سلوفاكيا كدولة عميلة ألمانية، واستيعاب ما تبقى منها على أنها «محميّة من بوهيميا - مورافيا»، قامت بريطانيا وفرنسا بمحاولة للتحول إلى سياسة الردع.
مع تحول الانشغال النازي نحو حل «مسألة الممر البولندي» خلال صيف عام 1939م، التزمت بريطانيا وفرنسا بتحالف مع بولندا، مهددين ألمانيا بحرب على جبهتين. من جانبهم، أكد الألمان أنفسهم بدعم اتحاد الجمهوريات الاشتراكيّة السوفياتيّة من خلال التوقيع على معاهدة عدم اعتداء معهم في أغسطس من ذلك العام، مما أدى إلى تقسيم أوروبا الشرقية سراً إلى مناطق النفوذ السوفيتية.
بعد ذلك تم إعداد المرحلة لأزمة دانزيج لتصبح الدافع المباشر للحرب في أوروبا التي بدأت في 1 سبتمبر 1939م. بعد سقوط فرنسا في يونيو 1940م، وقع نظام فيشي هدنة، والتي أغرت الإمبراطورية اليابانية للانضمام إلى محور القوى وغزو الهند الصينيّة الفرنسيّة لتحسين وضعها العسكريّ في حربها مع الصين. أدى هذا إلى قيام الولايات المتحدة المحايدة آنذاك بالاستجابة للحظر. اعتقدت القيادة اليابانية، التي كان هدفها السيطرة اليابانية على آسيا والمحيط الهادئ، أنه لم يكن أمامها خيار سوى الهجوم الوقائي على أسطول الولايات المتحدة في المحيط الهادئ، وهو ما فعلوه بمهاجمة بيرل هاربور في 7 ديسمبر 1941م. في هذه الأثناء، جلبت ألمانيا النازيّة الاتحاد السوفييتي إلى الحرب كطرف نشط من خلال مهاجمة الشرق في عملية بربروسا (يونيو 1941م).

## التوسّعية

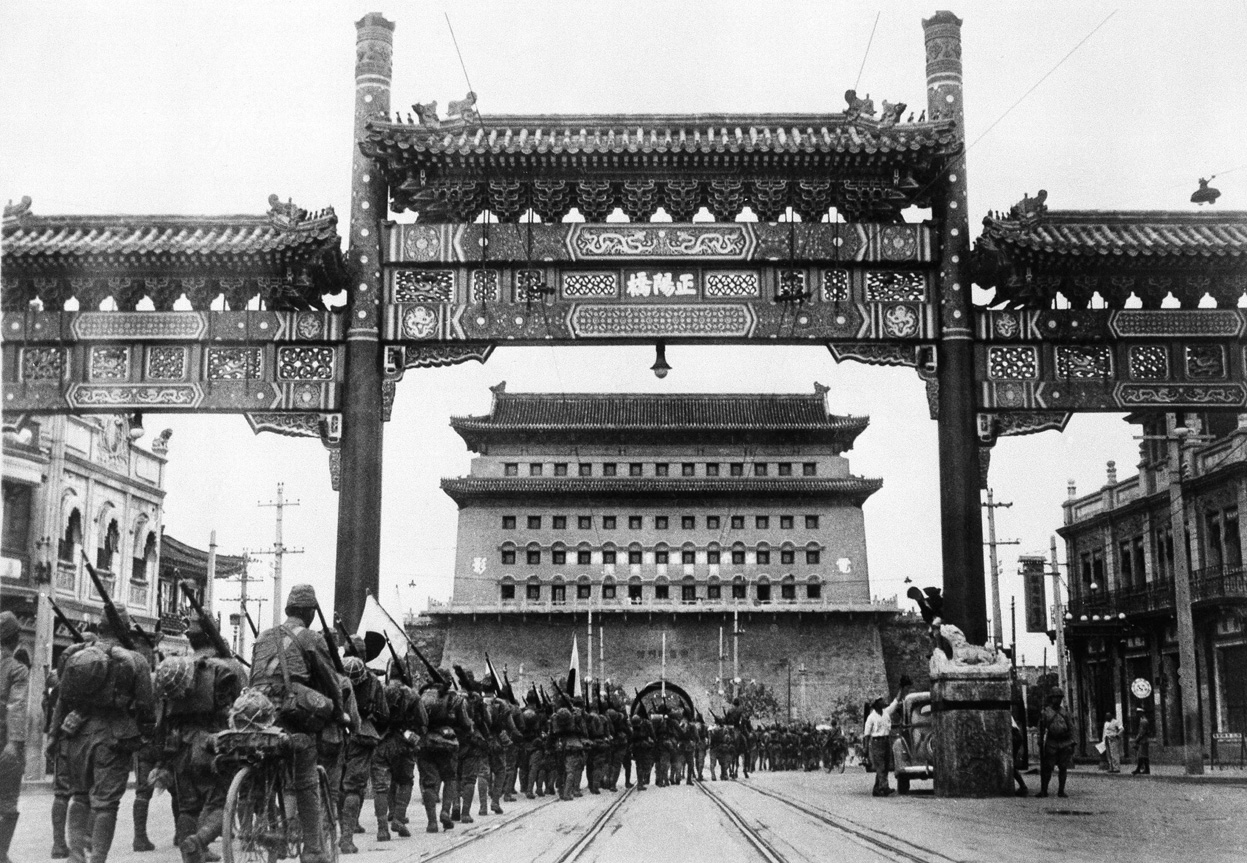
المسيرة اليابانية إلى تشين ينغ مان في بكين بعد احتلال المدينة في تموز عام 1937.

التوسعية هي مبدأ توسيع القاعدة الإقليمية (أو النفوذ الاقتصادي) للبلد، عادةً عن طريق العدوان العسكري. في أوروبا، سعت إيطاليا تحت حكم موسوليني لإنشاء إمبراطورية رومانيّة جديدة حول البحر الأبيض المتوسط. غزت ألبانيا في أوائل عام 1938م، في بداية الحرب، وبعد ذلك غزت اليونان. كما غزت إيطاليا إثيوبيا في وقت مبكر من عام 1935م. وأثار ذلك ردود فعل غاضبة وحظر نفطي من عصبة الأمم إلا أنها فشلت.
في ظل النظام النازي، بدأت ألمانيا برنامجها الخاص للتوسع، ساعيةً إلى استعادة الحدود «الشرعيّة» لألمانيا التاريخية. كمقدمة لهذه الأهداف، تم إعادة تسليح رايخلاند في مارس عام 1936م.
كما كانت فكرة قيام ألمانيا العظمى أمراً هاماً، حيث تأمل المؤيدون في توحيد الشعب الألماني تحت دولةٍ واحدةٍ، والتي شملت جميع الأراضي التي عاش فيها الألمان، بغض النظر عما إذا كانوا قد أصبحوا أقلّيّة في منطقة معينة. بعد معاهدة فرساي، منع الحلفاء من توحيد ألمانيا وألمانيا-النمسا التي تشكلت حديثاً، وهي الدولة الفاشلة المتخلفة من النمسا-المجر، على الرغم من أن غالبية الألمان النمساويين يؤيدون مثل هذا الاتحاد.
في آسيا، امتلكت إمبراطورية اليابان رغبات توسعية نحو جمهورية الصين.

## النزعة العسكرية
النزعة العسكريّة هي مبدأ أو سياسة الحفاظ على قدرة عسكرية قويّة لاستخدامها بقوة لتوسيع المصالح و/ أو القيم الوطنية، مع الرأي القائل بأن الكفاءة العسكريّة هي المثال الأعلى للدولة. سادت عقيدة وطنية عسكريّة عدوانيّة للغاية في ألمانيا واليابان وإيطاليا. هذا الموقف غذى التقدم في التكنولوجيا العسكرية، والدعاية التخريبية، والتوسع الإقليمي في نهاية المطاف كذلك. غالبًا ما يشعر قادة الدول التي تم تسليحها بالحاجة إلى إثبات أن جيوشهم مهمة وهائلة، وكان هذا في كثير من الأحيان عاملاً مساهماً في بداية النزاعات في فترة ما بين الحربين، مثل الحرب الإيطالية الإثيوبية الثانية والحرب اليابانية الصينية الثانية.
خلال فترة جمهورية فايمار (1919- 1933م)، تم إطلاق انقلاب كاب الذي كان محاولةً للانقلاب ضد الحكومة الجمهورية، من قبل أعضاء ساخطين في القوّات المسلحة. بعد هذا الحدث، غرق بعض من المتشددين العسكريين والقوميين في الحزن واليأس في الحزب النازي، بينما انخفضت عناصر أكثر اعتدالاً من النزعة العسكريّة. وكانت النتيجة تدفق رجال ميالين عسكريا إلى الحزب النازي الذي عندما اقترن بنظرياتهم العنصرية، غذى المشاعر الفاسدة ووضع ألمانيا في مسار تصادمي في الحرب مع جيرانها المباشرين.
ساهم اثنان من العوامل المتزامنة في اليابان على حد سواء في القوة المتزايدة لجيشها والفوضى في صفوفها المؤدّية إلى الحرب العالميّة الثانية. أحدهما كان قانون مجلس الوزراء، والذي كان يتطلب تشكيل الجيش الإمبراطوري الياباني (IJA) والجيش الإمبراطوري الياباني (IJN) لترتيب الخدمة. أعطى هذا أساساً سلطة الفيتو العسكري على تشكيل أيّ حكومة في البلد البرلماني. كما شكّلت فكرة الإطاحة بالقوى العليا، أو العصيان المؤسسي من قبل صغار الضباط عاملاّ إضافياّ. لم يكن من غير المألوف أن يقوم ضباط صغار متطرفون بالضغط على أهدافهم، إلى حد اغتيال كبار السن. في عام 1936م، أدت هذه الظاهرة إلى حادث 26 فبراير، حيث حاول الضباط الصغار خلق انقلاب حيث قتلوا أعضاء بارزين في الحكومة اليابانيّة. في الثلاثينيات من القرن العشرين، دمر الكساد العظيم اقتصاد اليابان وأعطى عناصر راديكاليّة في الجيش الياباني الفرصة لإجبار الجيش بأكمله على العمل من أجل فتح كل آسيا. على سبيل المثال، في عام 1931م قام جيش كوانتونغ (وهو قوة عسكرية يابانية متمركزة في منشوريا) بحملة موكّدين، التي أشعلت غزو منشوريا وتحولها إلى دولة مانشوكو اليابانية.

## الألمان مقابل السلاف
كانت أحداث القرن العشرين تتويجًا لعملية تمتد إلى ألف عام من الاختلاط بين الألمان والسلاف. جعل صعود القومية في القرن التاسع عشر العرق أساسًا للولاء السياسي. لقد أفسح صعود الدولة القوميّة المجال لسياسات الهوية، بما في ذلك القوميّة الألمانيّة والسلافيّة. وعلاوةً على ذلك، نظمت نظريّات الداروينيّة الاجتماعيّة التعايش كفريق «التيوتيون ضد السلاف» من أجل الهيمنة والأرض والموارد المحدودة. بعد دمج هذه الأفكار في نظرتهم الخاصة للعالم، اعتقد النازيّون أن الألمان، «العرق الآري»، كانوا العرق الرئيسي وأن السلاف كانوا أدنى مرتبة.

## العلاقات المتبادلة والاقتصاد

### مشاكل معاهدة فرساي

ألمانيا بعد معاهدة فيرساي
----
تحت سيطرة عصبة الأمم
إلى المناطق الملحقة أو التي تم تحويلها إلى الدول المجاورة بموجب المعاهدة أو لاحقا من خلال الاستفتاء وعمل رابطة الأمة.
جمهورية فايمر

لم تكن معاهدة فرساي متساهلةً بما فيه الكفاية لإرضاء ألمانيا، ولا قاسيةً بما فيه الكفاية لمنعها من أن تصبح القوة القاريّة المسيطرة مرةً أخرى.
نصّت المعاهدة على تعويضاتٍ ماليةٍ قاسيةٍ، وفصلت ملايين من الألمان العرقيين إلى البلدان المجاورة، وتسببت في إعادة توطين عرقي جماعي. خلقت المعاهدة استياء مريرا تجاه المنتصرين في الحرب العالمية الأولى، الذين وعدوا الشعب الألماني بأن النقاط الأربع عشرة للرئيس الأمريكي وودرو ويلسون ستكون دليلاً للسلام. انتهت الحرب في الشرق بهزيمة وانهيار الإمبراطورية الروسية، واحتلت القوات الألمانيّة أجزاءً كبيرةً من أوروبا الشرقيّة والوسطى (بدرجات متفاوتة من السيطرة)، وأنشأت دولًا عميلة مختلفةً مثل مملكة بولندا ودول البلطيق المتحدة.

### مطالب الأمن الفرنسية
كانت المطالب الأمنيّة الفرنسيّة، مثل التعويضات، ودفعات الفحم، وأراضي راينلاند المنزوعة السلاح، لها الأسبقيّة في مؤتمر باريس للسلام عام 1919م وتوعّدت معاهدة فرساي بمعاقبة ألمانيا بشدة؛ ومع ذلك، وجدت النمسا أن المعاهدة غير عادلة والتي شجعت شعبية هتلر. يجادل جينسبيرج، «لقد ضعفت فرنسا إلى حد كبير، وفي ضعفها وخوفها من ألمانيا المنبعثة، سعت إلى عزل ومعاقبة ألمانيا... الانتقام الفرنسي سيعود ليطارد فرنسا خلال الغزو النازي والاحتلال بعد عشرين سنة.»

#### مؤتمر السلام في باريس
كان مؤتمر باريس للسلام لعام 1919م فرصةً لمعاقبة ألمانيا على بدء الحرب. الحرب «يجب أن تكون خطأ شخص ما - وهذا ردّ فعل بشري طبيعي جدا»، كما حلّلت المؤرخة مارغريت ماكميلان.
اتخذ «الأربعة الكبار» جميع القرارات الرئيسية في مؤتمر باريس للسلام (من اليسار إلى اليمين، ديفيد لويد جورج من بريطانيا، فيتوريو إيمانويل أورلاندو من إيطاليا، جورج كليمنصو من فرنسا، وودرو ويلسون من الولايات المتحدة).
كان الحكمان الرئيسيان في أجندة الأمن الفرنسيّة تعويضات من ألمانيا في شكل نقود وفحم وريف راينلاند منفصل. طبعت الحكومة الفرنسيّة فائض العملة، مما خلق التضخم، للتعويض عن نقص التمويل بالإضافة إلى اقتراض الأموال من الولايات المتحدة. كانت جبر الضرر من ألمانيا ضروريّة لتحقيق الاستقرار في الاقتصاد الفرنسيّ. كما طلبت فرنسا من ألمانيا منح فرنسا إمدادات الفحم للتعويض عن تدمير مناجم الفحم الفرنسية خلال الحرب. ولأن فرنسا كانت تخشى على سلامتها كدولة، طلب الفرنسيون كمية من الفحم «استحالة تقنية» للألمان لتسديدها. أرادت فرنسا نزع سلاح ألمانيا الألماني لأن ذلك من شأنه أن يعيق الهجوم الألماني. أعطى ذلك فرنسا حاجزًا أمنيًا ماديًا بينها وبين ألمانيا.

### استيلاء اليابان على الموارد والأسواق
باستثناء عدد قليل من رواسب الفحم والحديد، وحقل نفط صغير في جزيرة سخالين، افتقرت اليابان إلى الموارد المعدنية الاستراتيجية. في بداية القرن العشرين في الحرب الروسية اليابانية، نجحت اليابان في دفع توسع شرق آسيا في الإمبراطورية الروسية في التنافس على كوريا ومنشوريا.
كان هدف اليابان بعد عام 1931م هو الهيمنة الاقتصاديّة على معظم شرق آسيا، والتي غالباً ما تم التعبير عنها بعبارات آسيوية «آسيا للآسيويين». . كانت اليابان مصمّمةً على الهيمنة على السوق الصينية، التي هيمنت عليها الولايات المتحدة والقوى الأوروبية الأخرى.
في عام 1937م غزت اليابان منشوريا والصين. تحت ستار مجال التعاون الاقتصادي في منطقة شرق آسيا الكبرى، مع شعارات مثل «آسيا للآسيويين!» سعت اليابان لإزالة نفوذ القوى الغربية في الصين واستبدالها بهيمنةٍ يابانية.
أدى الصراع الدائر في الصين إلى صراع متعمق مع الولايات المتحدة، حيث انزعج الرأي العام من أحداث مثل مذبحة نانكينغ والقوة اليابانية المتنامية. عقدت محادثات مطولة بين الولايات المتحدة واليابان. عندما انتقلت اليابان إلى الجزء الجنوبي من الهند الصينية الفرنسية، اختار الرئيس روزفلت تجميد جميع الأصول اليابانية في الولايات المتحدة. وكانت النتيجة المرجوّة من ذلك هو وقف شحنات النفط من الولايات المتحدة إلى اليابان، التي قدمت 80٪ من واردات النفط اليابانية. هولندا وبريطانيا حذت حذوها. مع وجود احتياطات نفطيّة تستمر لسنوات ونصف فقط خلال وقت السلم (أقل كثيراً أثناء الحرب)، ترك خط (ABCD) هذا لليابان خيارين: الامتثال للمطلب الذي تقوده الولايات المتّحدة للانسحاب من الصين، أو الاستيلاء على حقول النفط في جزر الهند الشرقية. من هولندا. واعتبرت الحكومة اليابانيّة أنه من غير المقبول التراجع عن الصين.

### فشل عصبة الأمم
عصبة الأمم هي منظمّة دوليّة تأسست بعد الحرب العالمية الأولى لمنع الحروب في المستقبل، إلا أنها فشلت. وشملت أساليب العصبة نزع السلاح ومنع الحرب من خلال الأمن الجماعي؛ تسوية النزاعات بين الدول من خلال الدبلوماسية التفاوضية؛ وتحسين الرفاهيّة العالميّة. تمثل الفلسفة الدبلوماسيّة وراء العصبة تحولاً جوهرياً في الفكر من القرن السابق.
فلسفة «حفلة الدول» القديمة، التي نشأت من مؤتمر فيينا (1815م)، رأت أوروبا كخريطة متحركة للتحالفات بين الدول القومية، وخلقت توازنا في السلطة تحتفظ به الجيوش القوية والاتفاقات السرية. تحت الفلسفة الجديدة، كانت العصبة حكومة للحكومات، إضافة إلى دورها في تسوية النزاعات بين الدول الفرديّة في منتدى مفتوح وقانوني. لم تنضم الولايات المتحدة أبداً، الأمر الذي قلل من قوتها ومصداقيتها.
كانت عصبة الأمم تفتقر إلى قوة مسلحة خاصة بها، واعتمدت على الأعضاء لتنفيذ قراراتها، أو فرض العقوبات الاقتصادية، أو توفير جيش عند الحاجة إلى استخدام العصبة. ومع ذلك، فقد كانوا في كثير من الأحيان مترددين في القيام بذلك. بعد العديد من النجاحات الملحوظة وبعض الإخفاقات المبكرة في العشرينات من القرن العشرين، أثبتت العصبة في النهاية أنها غير قادرة على منع العدوان من قبل قوى المحور في ثلاثينيات القرن العشرين. كان الاعتماد على القرارات بالإجماع ، وعدم وجود قوةٍ مسلّحةٍ، واستمرار المصلحة الذاتية لأعضائها الرئيسيين يعني أن هذا الفشل أمر لا مفرّ منه.

## تطورات محددة

### الديكتاتورية النازية

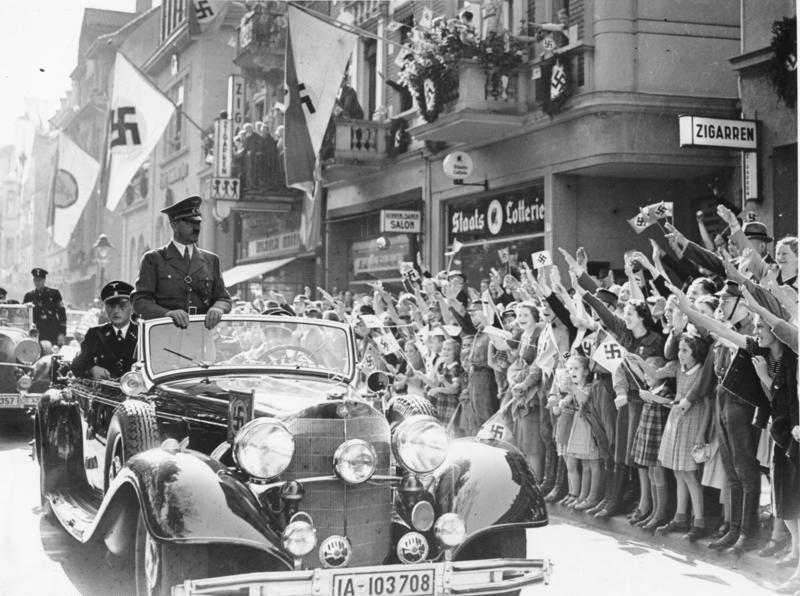
موكب زعيم النظام النازي أدولف هتلر في حي باد غودسبيرغ بمدينة بون عام 1938

سيطر هتلر وأتباعه من الحزب النازي على ألمانيا بالكامل في 1933-1934م وقاموا بتحويلها إلى ديكتاتوريّة مع نظرة عدائيَّة شديدة تجاه معاهدة فرساي واليهود.
وقد حُلّت أزمة البطالة نتيجة الإنفاق العسكريّ الكبير. كانت تكتيكات هتلر الدبلوماسيّة تخرج بمطالب تبدو معقولة، ثم تهدد الحرب إذا لم يتم الوفاء بها. انسحبت ألمانيا من عصبة الأمم (عام 1933)، ورفضت معاهدة فرساي وبدأت في إعادة التسليح (1935) مع الاتفاقية البحريَّة الأنجلوألمانية، مستعيدةً إقليم السار (عام 1935)، وإعادة عسكرة الراينلاند (عام 1936)، شكلت تحالف («محور») مع إيطاليا موسوليني (1936)، أرسلت مساعدات عسكرية ضخمة إلى فرانكو في الحرب الأهلية الإسبانية (1936- 1939)، استولت النمسا (1938)، تولى تشيكوسلوفاكيا بعد البريطانيين والتهدئة الفرنسية لاتفاق ميونيخ لعام 1938، شكلت معاهدة سلام مع روسيا التي كانت تحت حكم ستالين في شهر أغسطس عام 1939، وأخيرا غزت بولندا في سبتمبر عام 1939.

### إعادة عسكرة راينلاند
أقدمت ألمانيا على إعادة عسكرة منطقة الراينلاند يوم 7 مارس 1936 في انتهاكٍ لمعاهدة فرساي وروح حلف لوكارنو واتفاق جبهة ستريزا. وبذلك نُقلت القوات الألمانية إلى الجزء الغربيّ من ألمانيا وهو ما يخالف معاهدة فرساي التي نصّت على عدم السماح بهذه الخطوة. ولم تستطع فرنسا التصرف حيال الأمر الطارئ بسبب عدم الاستقرار السياسي في ذلك الوقت. ووجّه الملك إدوارد الثامن أمر لحكومته بالانسحاب، وهو الذي وفقاً لسيرته الرسميّة، رأى أن الشرط بمعاهدة فرساي كان غير عادل.

### معاهدة ميونخ
كانت منطقة سوديتنلاند منطقة ذات أغلبيّة في ألمانيا داخل تشيكوسلوفاكيا إلى جانب حدودها مع ألمانيا. أكثر من 3 ملايين من الألمان العرقيين كانوا يشكّلون ما يقرب من ربع سكان تشيكوسلوفاكيا. في معاهدة فرساي أعطيت للدولة التشيكوسلوفاكيّة الجديدة ضد رغبات الكثير من السكان المحليين. كان قرار تجاهل حقهم في تقرير المصير يستند إلى النيّة الفرنسية لإضعاف ألمانيا.
ضغط هتلر من أجل تأسيس سودتنلاند في الرايخ ، ودعم الجماعات الانفصاليّة الألمانيّة في منطقة السوديت. وقد ساعدت الوحشيّة والاضطهاد التشيكي المزعوم تحت حكم براغ في إثارة النزعات القومية، كما فعلت الصحافة النازيّة. أعلنت الحكومة التشيكوسلوفاكية الأحكام العرفيّة في أجزاء من سوديتنلاند للحفاظ على النظام. وقد أدّى هذا إلى تعقيد الوضعذ، خاصة وأن القومية السلوفاكية كانت ترتفع، طلبت بعدها ألمانيا الإلحاق الفوري لسودتنلاند.
في معاهدة ميونخ في 30 سبتمبر 1938، قام رئيس الوزراء البريطاني والفرنسي والإيطالي بتهميش هتلر بإعطائه ما يريد، على أمل أنه لن يرغب في المزيد. أعطى هتلر كلمته بأن ألمانيا لن تقدم أي مطالبات إقليمية أخرى في أوروبا.
عندما أبلغ المفاوضون الفرنسيون والبريطانيون الممثلين التشيكوسلوفاك عن الاتفاق، وأنه إذا لم تقبل تشيكوسلوفاكيا ذلك، فإن فرنسا وبريطانيا ستعتبران تشيكوسلوفاكيا مسؤولة عن الحرب، استسلم الرئيس إدوارد بينيس. أخذت ألمانيا سودينتلاند دون معارضة.

### غزو الاتحاد السوفيتي
هاجمت ألمانيا الاتحاد السوفييتي في يونيو 1941. حيث كان يعتقد هتلر أن الاتحاد السوفييتي يمكن أن يهزم في هجوم سريع لا هوادة فيه، استفاد من الاتحاد السوفيتي الذي لم يكن حينها مستعداً، وكان يأمل أن يحقق النجاح هناك بريطانيا إلى طاولة المفاوضات، إنهاء الحرب تماماً.

### الهجمات على بيرل هاربور والفلبين ومالايا البريطانية وسنغافورة وهونغ كونغ

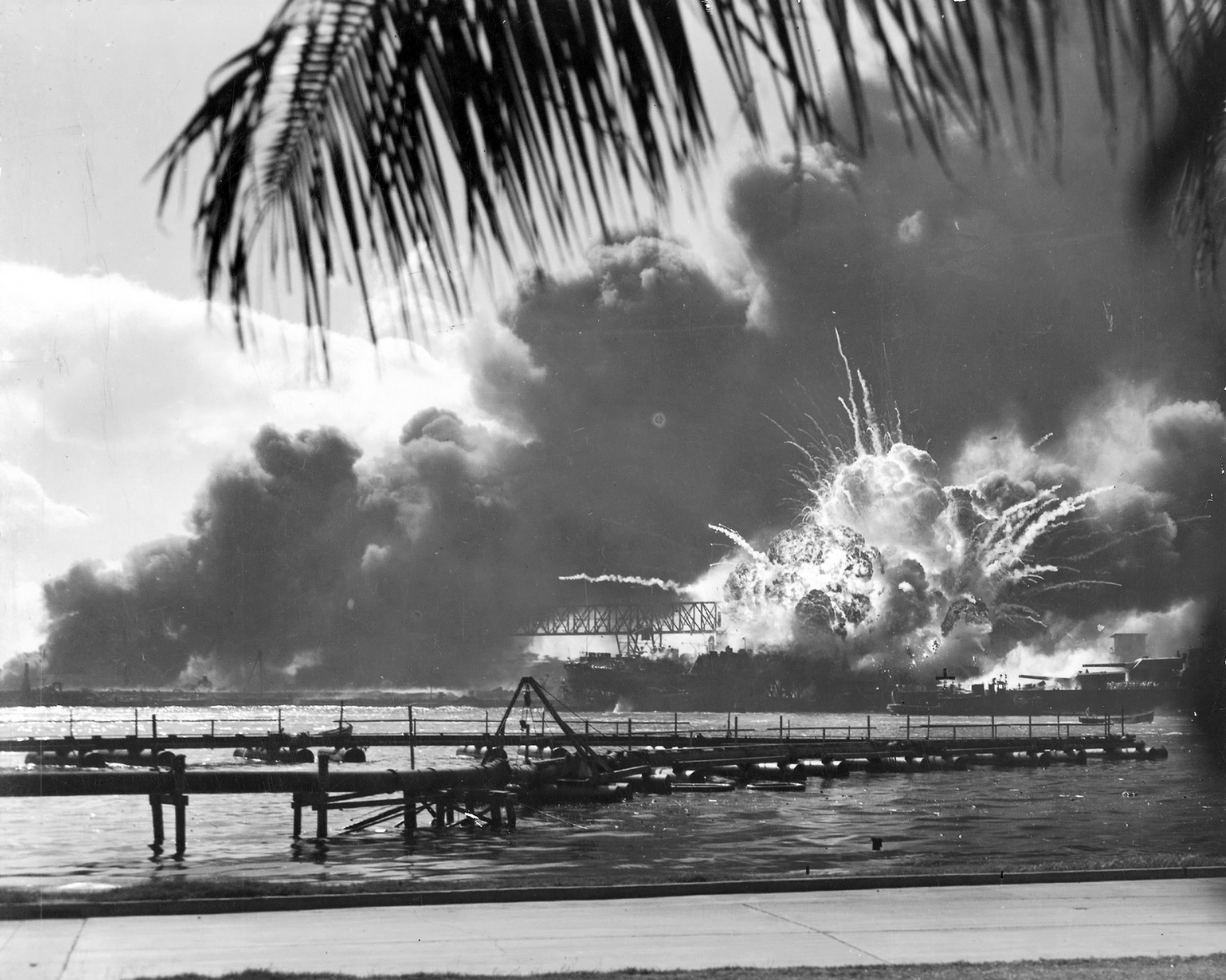
انفجار المدمّرة الأمريكيَّة «يو إس إس شو» خلال الهجوم على بيرل هاربر الذي شنته إمبراطورية اليابان بتاريخ 7 ديسمبر عام 1941

عقدت الحكومة القوميَّة لشيانج كاي شيك علاقات وثيقة مع الولايات المتحدة، التي عارضت غزو اليابان للصين في عام 1937م ، واعتبرت انتهاكًا غير قانوني لسيادة جمهورية الصين، وعرضت على الحكومة القوميّة الدبلوماسيّة والاقتصاديّة والعسكرية المساعدة خلال حربها ضد اليابان. تجلت الاحتكاك الدبلوماسي بين الولايات المتّحدة واليابان في أحداث مثل حادثة باناي في عام 1937م وحادثة أليسون في عام 1938م.
بدأت الولايات المتحدة في تقييد التجارة مع اليابان في يوليو 1940م. كان قطع جميع شحنات النفط في عام 1941م حاسماً، بالنسبة للولايات المتحدة وبريطانيا وهولندا قدمت تقريبا كل زيت اليابان. في سبتمبر 1940م، غزا اليابانيون فيشي الفرنسية والهند الصينية واحتلت تونكين من أجل منع الصين من استيراد الأسلحة والوقود من خلال الهند الصينية الفرنسية على طول السكك الحديدية الصينية الفيتنامية، من ميناء هايفونغ عبر هانوي إلى كونمينغ في يونان.
قررت الولايات المتحدة والصين تنظيم سرب متطوع من الطائرات والطيارين الأمريكيين لمهاجمة اليابان من القواعد الصينية. كانت الوحدة معروفة بقيادة النمور الطائرة ، كلير لي تشينولت. جاءت قتالهم الأول بعد أسبوعين من بيرل هاربور.
استغلت تايلاند الحرب الفرنسية - التايلندية في أكتوبر 1940م ، مستفيدة من هذا الوضع. دخلت اليابان كوسيط للحرب الفرنسية التايلاندية في مايو 1941م، مما سمح لحليفها باحتلال مقاطعات مجاورة في كمبوديا ولاوس. في تموز / يوليو 1941، عندما قامت عملية بربروسا بتحييد التهديد السوفييتي، دفعت فصيلة الطغمة العسكرية اليابانية التي تدعم «الاستراتيجية الجنوبية»، احتلال بقية الهند الصينية الفرنسية.
ردت الولايات المتحدة بالسعي لإنهاء المجهود الحربي الياباني بالكامل من خلال فرض حظر كامل على كل التجارة بين الولايات المتحدة واليابان في 1 أغسطس 1941م، مطالبةً اليابان بسحب جميع القوات من كل من الصين والهند الصينية.
في 7 ديسمبر 1941م، دون أي إعلان مسبق للحرب،[65] هاجمت البحريّة الإمبراطورية اليابانية بيرل هاربور بهدف تدمير أسطول المعركة الأمريكي الرئيسي في المرسى. في الوقت نفسه، هاجمت القوات اليابانية الأخرى الفلبين التي تسيطر عليها الولايات المتحدة والإمبراطورية البريطانية في ماليزيا وسنغافورة وهونغ كونغ. في اليوم التالي، طُبع إعلان ياباني رسمي للحرب على الولايات المتحدة والإمبراطورية البريطانية على الصفحة الأولى من جميع النسخ المسائية للصحف اليابانية.
أعلنت كندا الحرب على اليابان في مساء السابع من كانون الأول؛ كما أكّد إعلان ملكي الإعلان في اليوم التالي. أعلنت المملكة المتحدة الحرب على اليابان صباح الثامن من الشهر ذاته. بعد أربعة أيام تم جلب الولايات المتحدة إلى الحرب الأوروبية عندما أعلنت في 11 كانون الأول 1941م، ألمانيا النازية وإيطاليا الفاشية الحرب على الولايات المتحدة.
اختار هتلر أن يعلن أن الميثاق الثلاثي يتطلب أن تتبع ألمانيا إعلان الحرب الياباني. على الرغم من أن المدمرات الأمريكية التي ترافق القوافل والزوارق الألمانية كانت بالفعل في حالة حرب في معركة الأطلسي. هذا الإعلان أنهى فعليًا المشاعر الانعزالية في الولايات المتحدة والولايات المتحدة على الفور بالمثل ، ودخل رسميًا الحرب في أوروبا.